# Ruinas romanas de Creiro
 Las ruinas romanas de Creiro están situadas en el parque natural de la Arrábida sobre la playa de Creiro, en el distrito de Setúbal de Portugal. Son ruinas de una fábrica de salazón de pescado y baños romanos, que datan de los días en que la provincia de Lusitania formaba parte del Imperio Romano.

## Historia
En la época romana, la riqueza de pescado y sal en el estuario del río Sado condujo a la creación de industrias de pescado salado centradas en las ciudades de Cetóbriga (ahora Setúbal ) y Tróia. La fábrica de Creiro era una de las unidades de producción más pequeñas pero más antiguas de pescado y salsas en vinagre saladas y en escabeche que se exportaban a todo el Imperio. El área de Setúbal era el área más importante del Imperio Romano para el procesamiento de productos pesqueros.
Las ruinas fueron identificadas por primera vez por el arqueólogo António Inácio Marques da Costa en 1907. Sin embargo, no proporcionó información detallada sobre el sitio y no fue hasta 1964, cuando se descubrieron sus manuscritos inéditos, cuando se supo que la naturaleza del sitio era oficialmente conocida. En 1987 se realizó la primera excavación arqueológica, realizada por el Museo de Arqueología y Etnología del Distrito de Setúbal (Museo de Arqueología e Etnografía del Distrito de Setúbal (MAEDS)), dirigida por Carlos Tavares da Silva.

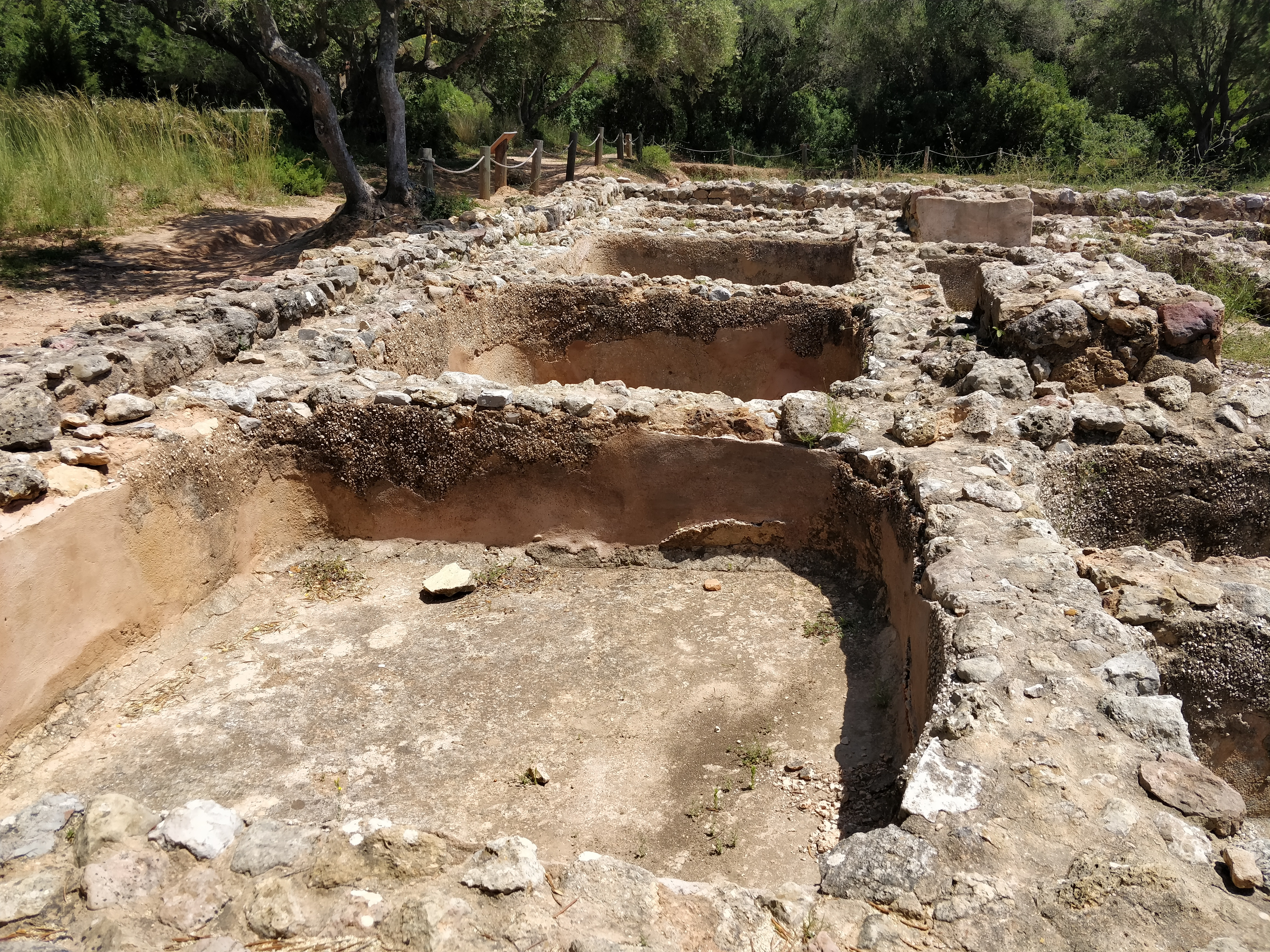
Depósitos de procesamiento de pescado.

Las excavaciones sugirieron que el sitio tenía tres fases de ocupación, dentro de las cuales había varias fases de construcción. La primera fase de ocupación y construcción tuvo lugar aproximadamente durante el tercer cuarto del siglo I d. C.. Durante esta fase, se construyeron la mayoría de las estructuras en la zona industrial, como son los nueve tanques de salazón y procesamiento de pescado, con anchos de entre 1 y 2.6 metros y profundidades entre 0.5 y 1 metro. Estos tanques de salazón estaban revestidos por un opus signinum, como una forma de impermeabilización, compuesta de mortero de grava, cal hidráulica y arena. Las esquinas de los tanques fueron redondeadas, haciéndolos más fáciles de limpiar y más higiénicos. Durante esta primera fase también se erigieron almacenes, al igual que la casa del propietario y, posiblemente, el alojamiento de los trabajadores. También había un pozo de agua dulce, aún sin excavar, que se benefició de la proximidad de uno de los raros manantiales en la zona, junto con una cisterna.
También se construyeron en ese momento los baños romanos calientes. Estos se calentaban utilizando el sistema hipocausto: un horno en el sótano calienta el aire, que a su vez calienta el piso de la casa de baños y las habitaciones del caldarium. Todavía son visibles varios pilares que sostienen el pavimento bajo el cual circulaba el aire caliente. También es visible el frigidarium cubierto de mármol. También durante la primera fase de la ocupación, hacia fines del siglo I d. C., se hicieron cambios en las instalaciones de procesamiento de pescado con la adición de dos nuevos tanques. Estos fueron menos profundos y más permeables, lo que llevó a los arqueólogos a creer que eran para el almacenamiento de sal y/o pescado y no para la producción de salsas de pescado y otras preparaciones.
La primera fase de la ocupación llegó a su fin a fines del siglo I d. C. y el sitio parece no haber sido ocupado nuevamente hasta mediados del siglo IV. En ese momento, el trabajo de construcción consistió principalmente en reparaciones de las estructuras existentes para que el procesamiento del pescado pudiera llevarse a cabo nuevamente. Se tuvo menos cuidado con la calidad de los materiales de construcción utilizados, una característica de los años en decadencia del Imperio, y algunos materiales de las dos primeras fases de construcción fueron reciclados. Se mejoró el drenaje del agua de lluvia y los residuos de fábrica.
La ocupación romana del complejo de Creiro llegó a su fin a fines del siglo IV d. C. o principios del siglo V. En el siglo XII tuvo lugar la tercera fase de ocupación, durante el período almohade de la ocupación musulmana de Portugal.